# Municipio de Fairview (condado de Jones)
El municipio de Fairview (en inglés: Fairview Township) es un municipio ubicado en el condado de Jones en el estado estadounidense de Iowa. En el año 2010 tenía una población de 7383 habitantes y una densidad poblacional de 78,94 personas por km².

## Geografía
El municipio de Fairview se encuentra ubicado en las coordenadas 42°4′35″N 91°18′59″O / 42.07639, -91.31639. Según la Oficina del Censo de los Estados Unidos, el municipio tiene una superficie total de 93.52 km², de la cual 92.81 km² corresponden a tierra firme y (0.76%) 0.71 km² es agua.

## Demografía
Según el censo de 2010, había 7383 personas residiendo en el municipio de Fairview. La densidad de población era de 78,94 hab./km². De los 7383 habitantes, el municipio de Fairview estaba compuesto por el 92.9% blancos, el 4.92% eran afroamericanos, el 0.33% eran amerindios, el 0.66% eran asiáticos, el 0.03% eran isleños del Pacífico, el 0.41% eran de otras razas y el 0.76% pertenecían a dos o más razas. Del total de la población el 1.88% eran hispanos o latinos de cualquier raza.